# Akatorea otagoensis
Akatorea otagoensis är en spindelart som beskrevs av Forster och Wilton 1973. Akatorea otagoensis ingår i släktet Akatorea och familjen Amphinectidae. Inga underarter finns listade i Catalogue of Life.